# Pavel Mentlík
Pavel Mentlík (* 28. května 1971) je fyzický geograf a geomorfolog a od 1. října 2019 děkan Fakulty pedagogické Západočeské univerzity v Plzni.
Pavel Mentlík se narodil 28. května 1971. Mezi lety 1985–1988 studoval Střední odborné učiliště lesnické v Abertamech a následně do roku 1991 Střední odbornou školu lesnickou ve Šluknově. Mezi lety 1992 a 1994 studoval Fakultu lesnickou ČZU, ale studium neukončil. Místo toho začal studovat Fakultu pedagogickou Západočeské univerzity v Plzni (obor učitelství biologie a geografie), kterou absolvoval v roce 2000. Po získání magisterského titulu zde začal vyučovat, v roce 2006 získal doktorát na Univerzitě Komenského v Bratislavě a v roce 2011 docenturu tamtéž. Od roku 2012 je vedoucím oddělení geověd Centra biologie, geověd a envigogiky. 1. října 2019 se stal historicky nejmladším děkanem právě Fakulty pedagogické ZČU v Plzni.
Jeho zálibou je lezení.